# Ships with Sails
«Ships with Sails», originalmente titulada «Ships w/ Sails» es una canción del grupo de rock estadounidense The Doors, escrita por Robby Krieger, John Densmore y Ray Manzarek. Es el segundo sencillo del álbum de 1971, Other Voices y lanzado en enero de 1972 como un sencillo. El sencillo en cuestión es el decimoquinto en la discografía de The Doors, originalmente editada con un duración de 4 minutos y medio, con In the Eye of the Sun como el lado B.

## Grabación
Al igual que muchas canciones de Other Voices, The Doors comenzó a ensayar nuevos materiales para un hipotético nuevo LP mientras que Jim Morrison estaba de viaje en Paris. Varios músicos participan en estas sesiones, incluido el bajista de Elvis Presley, Jerry Scheff, Jack Conrad y Ray Napolitan

## Composición
Esta canción es particular se resalta por el sonido de la flauta, además por el sonido de una percusión inspirada en la música latina, tocada por el percusionista cubano Francisco Aguabella, elementos los cuales en la introducción de la canción y en la improvisación de en medio, improvisación reminiscente a clásicos de la banda como Light My Fire y Riders on the Storm.

### Letras
Las letras de la canción, cantadas especialmente por el tecladista, Ray Manzarek con el refuerzo de Robby Krieger y John Densmore, forman una balada con métaforas.